# Kanonaki

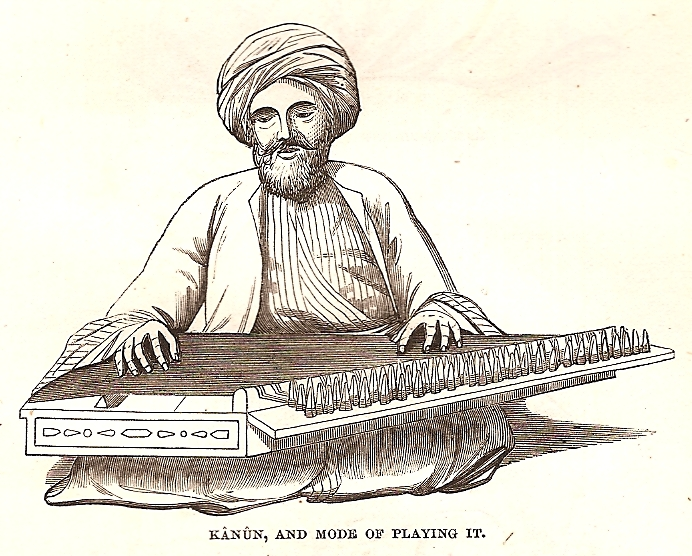
Hráč na kanonaki

Kanonaki je strunný hudební nástroj a orientální citera, též známý jako kanoni, psaltirio (řecky) a dulcimer (anglicky), též obdobný cimbálu. V dnešní době je nástroj hojně používán zejména v tradiční turecké a řecké hudbě, obvykle za doprovodu dalších hudebních nástrojů jako je například Panova flétna.

## Stavba
Hlavní část těla kanonaki tvoří trojstranná dřevěná plochá deska, na níž je podélně nataženo obvykle 26 strun. Struny bývaly vyrobeny ze zvířecích střev, dnes se vyrábí ze syntetických vláken. Dřevěná deska bývá 95 a 100 centimetrů dlouhá, 38 až 40 centimetrů široká a 4 až 6 centimetrů silná a obvykle je vyrobena z ebenu nebo růžového dřeva. Do dřevěné desky jsou vyvrtány dírky, které jsou hojně dekorovány. Součástí hudebního nástroje jsou mosty, které se přikládají na struny, aby se tak docílilo požadovaných tónů. Na struny se hraje pomocí brnkátek podobně jako na kytaru, nebo pomocí dvou konečků prstů. Jeden tón se skládá ze tří současně zahraných tónů. Hráč si položí kanonaki vsedě na kolena a za užití brnkátek nebo prstů hraje podobně jako na cimbál nebo kytaru.
Podoba kanonaki se stát od státu liší, a to jak v rozměrech, počtu strun, počtu mostů, tak i v konečných detailech, tvarech a zdobení.

## Historie
Kanonaki znamená zákon, nebo pravidlo. Qanun byl jako hudební styl středoevropské oblasti znám přinejmenším z desátého století našeho letopočtu. Jen těžko lze však vystopovat pravý původ tohoto hudebního nástroje. Rané verze hudebního nástroje kanonaki se objevily ještě před vypuknutím éry antiky. Ve středověku je znám se skript a kostelních fresek byzantského a pobyzantského období. Do Evropy se pravděpodobně dostal z Malé Asie. Jiní tvrdí, že původem kanonaki je Egypt, kde se objevil nástroj obdobných tvarů a velikostí. Do našich končin se zřejmě dostal po moři společně s loděmi mořeplavců plujících za obchodem. Až do patnáctého století se na kanonaki hrálo ve stoje, nechávajíc hudební nástroj na vrchní polovině těla opřené například o hruď. Od patnáctého století se na tento nástroj hraje již dodnes známým způsobem, tedy vsedě na klíně.
Kanonaki se stalo velice oblíbeným hudebním nástrojem v dnešním Turecku. Po postupném přizpůsobování rytmů a vlivu Turecka, Persie a Arábie (ze všech uvedených jako poslední) se do církevních a byzantských skladeb dostaly obvyklé rytmické liché rytmy, nejčastěji pak 9/8 a 7/8. V Malé Asii byla typická hudba z přístavních tavern s odlehčenou zábavou, zatímco v Řecku se uchytily emotivní, smutné žalmy. S migrací obyvatel se však hudební styly začaly míchat a posledním výrazným vlivem byl přesun tureckých Řeků zpátky do Řecka po skončení první světové války. Řekové kanonaki již dávno znali, turečtí Řekové však ovlivnili soudobou hudbu co se týče stylu hudby.

## Současnost
Z církevních a obřadních rituálů, během nichž v hudebních tělesech bylo kanonaki používáno, stal se dnes poslech této hudby zajímavou záležitostí. Lidé mohou navštěvovat hudební školy, kde se lze zúčastnit lekcí za účelem naučit se hrát na kanonaki. Pro pasivní milovníky této hudby jsou pak připraveny koncerty a turné hudebních skupin specializujících se na tradiční hudbu. Církevní a byzantské rytmy byly postupně doplněny styly perskými, arabskými a tureckými. Mezi soudobé známé osobnosti zabývající se hrou na kanonaki patří zejména N. Stefanidis, P. Tampouris, P. Dimitrakopoulos, M. Koutsaggelidis, M. Karpathios a mnoho dalších. Kanonaki však není nástrojem určeným ryze pro klasickou hudbu, jak nám demonstruje metalová skupina Kawir, jejíž hlavní představitel ovládá hru na tento hudební nástroj. Co se týče české hudební scény, můžeme si kanonaki vyslechnout během představení Hudebního souboru Lycea Řekyň v České republice. Tento hudební soubor má svůj vlastní kalendář akcí, v němž nalezneme data konání koncertů a vystoupení. Další možností, kde si můžeme tuto hudbu vyslechnout je česká hudební skupina Anatoli, zformovaná z bývalých členů hudební skupiny Baharat, která se specializuje na hraní tradiční řecké maloasijské hudby.